# Berta annulifera
Berta annulifera là một loài bướm đêm trong họ Geometridae.